# Distretto di Szekszárd
Il distretto di Szekszárd (in ungherese Szekszárdi járás) è un distretto dell'Ungheria, situato nella provincia di Tolna.